# Déodat Gratet de Dolomieu

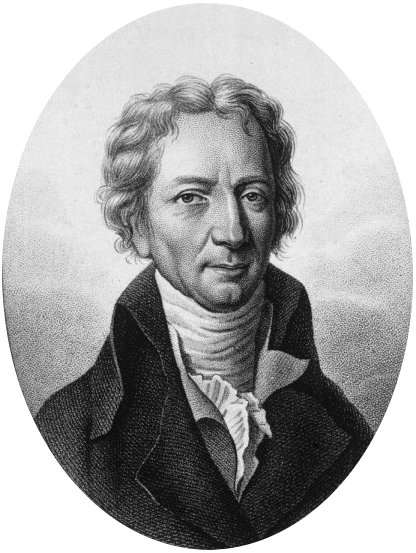
Déodat Gratet de Dolomieu

Déodat Guy Sylvain Tancrède Gratet de Dolomieu (* 23. Juni 1750 in Dolomieu bei La Tour-du-Pin, Département Isère; † 26. November 1801 in Châteauneuf (Saône-et-Loire)) war ein französischer Geologe und Mineraloge. Nach ihm wurde das Gestein Dolomit benannt und in der Folge auch der Alpenbereich der Dolomiten.

## Leben und Werk

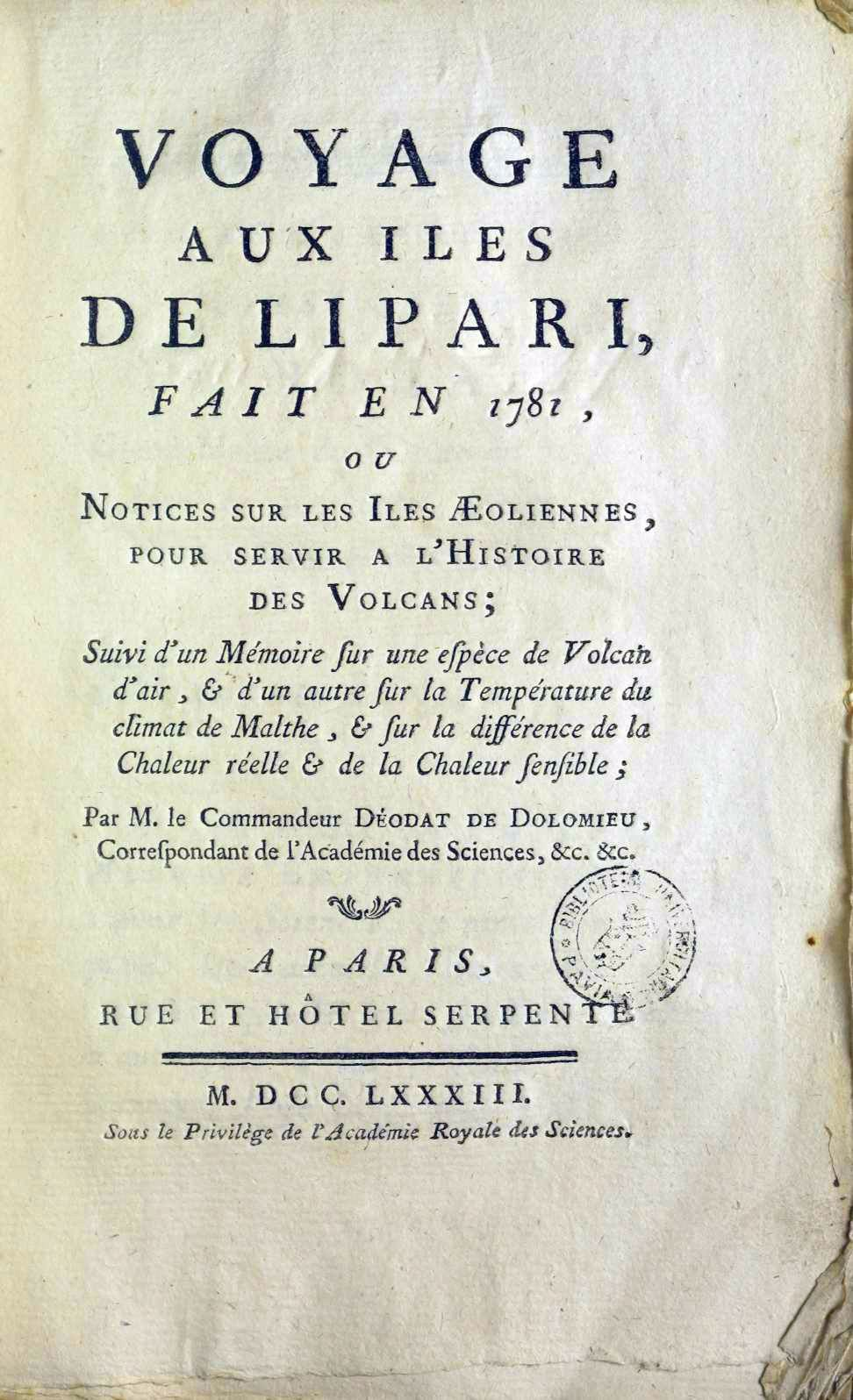
Voyage aux iles de Lipari, 1783

Er wurde schon als Kind in den Malteserorden aufgenommen und trat mit 18 Jahren seine Prüfungszeit an, verließ aber aus Liebe zu den wissenschaftlichen Studien den Militärstand und bereiste von 1777 bis 1783 fast das ganze südliche Europa. Die Resultate dieser Reisen teilte er in der „Voyage aux Isles de Lipari“ (Paris 1783; deutsch von Lichtenberg, Leipzig 1783), in der Schrift „Sur le tremblement de terre de la Calabre“ (Rom und Paris 1784; deutsch, Leipzig 1789), den „Mémoires sur les Isles Ponces et catalogue raisonné de l'Etna“ (1788; deutsch von Voigt, Leipzig 1789) etc. mit.
Nachdem er 1789 und 1790 die Gebirge von Italien, Tirol und Graubünden durchforscht hatte, zog er sich 1791 mit seinen reichen Sammlungen auf sein Landgut bei La Roche-Guyon zurück. Neue geologische Reisen in Frankreich brachten seine Abhandlungen über den Ursprung des Basalts und über das nach ihm benannten Gestein Dolomit hervor. Im Jahr 1796 wurde er Ingenieur und Professor bei der neuerrichteten Bergwerksschule. Er begleitete als Mitglied der Commission des sciences et des arts die ägyptische Expedition, schiffte sich im März 1799 wieder nach Europa ein, wurde aber in Tarent als Kriegsgefangener gehalten, bis ihm der Friede von Florenz zwischen Frankreich und Neapel 1801 seine Freiheit wiedergab.
Im selben Jahr wurde er zum auswärtigen Mitglied der Göttinger Akademie der Wissenschaften und erhielt den Lehrstuhl der Mineralogie am Muséum national d’histoire naturelle in Paris. Seit 1778 war er Mitglied der Académie des sciences in Paris gewesen. Er starb am 26. November 1801 in Châteauneuf. Sein letztes Werk: „Sur la philosophie minéralogique“, erschien aus seinem Nachlass (Paris 1802; deutsch, Berlin 1802 und Mainz 1803). Das Tagebuch seiner letzten Reise durch die Schweiz gab Bruun-Neergaard heraus (deutsch von Karsten, Berlin 1802).

## Ehrungen

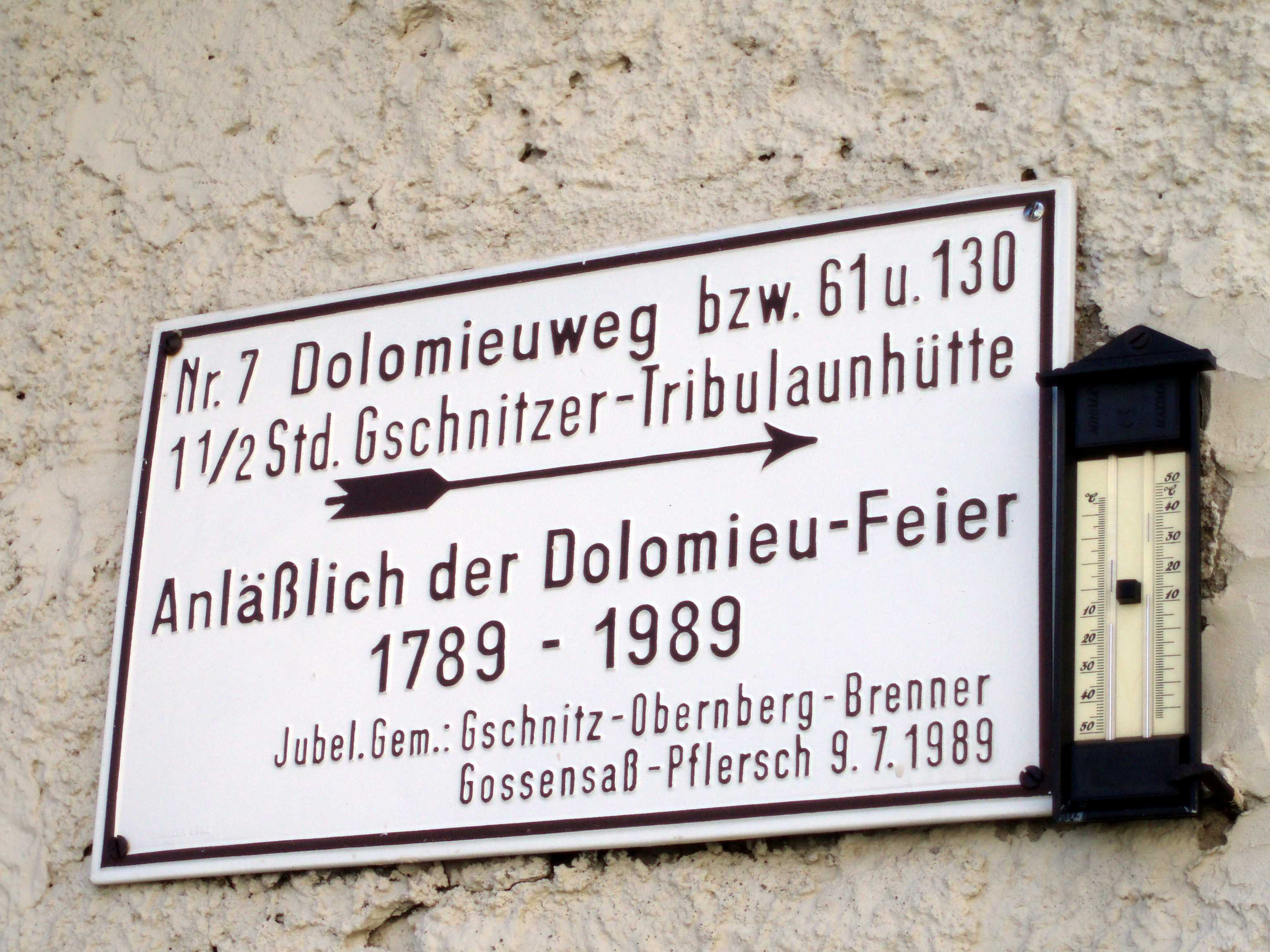
Dolomieuweg

Nach ihm wurden in den Alpen mehrere Wege benannt, so 1989 die Verbindung zwischen den beiden Tribulaunhütten im Pflersch- und Gschnitztal.
Auf der Vulkaninsel Réunion im Indischen Ozean wurde der Krater Dolomieu, der Hauptkrater am aktiven Vulkan Piton de la Fournaise, nach dem Geologen benannt.
Das Mineral Dolomit und der Dolomitstein wurden ebenfalls nach ihm benannt.

## Schriften (Auswahl)
- Voyage aux iles de Lipari, fait en 1781, ou Notices sur les iles Aeoliennes, pour servir a l'histoire des volcans; suivi d'un memoire sur une espece de volcan d'air, & d'un autre sur la temperature du climat de Malthe, & sur la difference de la chaleur reelle & de la chaleur sensible. Paris 1783. (Digitalisat)
- Memoire sur les tremblemens de terre de la Calabre pendant l'annee 1783. Fulgoni, Rom 1784. (Digitalisat)
- Mémoire sur les îles Ponces, et catalogue raisonné des produits de l'Etna : pour servir à l'histoire des volcans, suivis de la description de l'éruption de l'Etna, du mois de Juillet 1787. Cuchet, Paris 1788. (Digitalisat)
- Sur la philosophie mineralogie. Bossange, Paris 1801. (Digitalisat)